# Лоуэр-Элва
Лоуэр-Элва (англ. Lower Elwha Reservation) — индейская резервация, расположенная на Северо-Западе США в северо-западной части штата Вашингтон. Одна из трёх резерваций народа клаллам в США, другие — Порт-Гамбл и Джеймстаун-С’Клаллам.

## История
До появления европейцев группа клаллам лоуэр-элва занимала несколько деревень вдоль реки Элва, в том числе в заливе, защищённом песчаной косой Эдиз-Хук, в районе современного Порт-Анджелеса. С прибытием европейцев племя стало страдать высокой смертностью от инфекционных эпидемий, переносимых белыми торговцами, поскольку у них не было иммунитета к новым заболеваниям, таким как оспа и корь. Численность клаллам заметно сократилась к концу XIX века.
В 1855 году клаллам подписали договор с правительством США. В XX веке американские власти купили землю за пределами Порт-Анджелеса и убедили племя переехать туда в 1935—36 годах, чтобы обеспечить промышленное развитие вдоль набережной. В 1968 году земля в устье реки Элва была подтверждена федеральным правительством как индейская резервация Лоуэр-Элва.
В августе 2003 года во время строительного проекта на бывших племенных землях в Порт-Анджелесе было обнаружено место древней деревни племени. Клаллам жили там до 1930-х годов, когда власти убедили их переехать за пределы города в резервацию. Значение почти нетронутого участка деревни, сотен человеческих останков и тысяч артефактов привело к тому, что правительство США отказалось от строительного проекта на этом участке.

## География
Резервация расположена в северо-западной части штата Вашингтон в 6,4 км к западу от города Порт-Анджелеса, полностью на территории округа Клаллам. Общая площадь Лоуэр-Элва составляет 7,39 км², из них 7,16 км² приходится на сушу и 0,23 км² — на воду.

## Демография
В 2019 году в резервации проживало 805 человек. Расовый состав населения: белые — 79 чел., афроамериканцы — 3 чел., коренные американцы (индейцы США) — 617 чел., азиаты — 7 чел., океанийцы — 8 чел., представители других рас — 6 чел., представители двух или более рас — 85 человек. Плотность населения составляла 108,93 чел./км².

## Комментарии
1. ↑  Сам город не входит в состав резервации, а является лишь штаб-квартирой племени.